# Bentzin
Bentzin er en by og kommune i det nordøstlige Tyskland, beliggende i Amt Jarmen-Tutow i den nordvestlige del af Landkreis Vorpommern-Greifswald. Landkreis Vorpommern-Greifswald ligger i delstaten Mecklenburg-Vorpommern. Ind til 31. december 2004 var kommunen en del af Amt Tutow.

## Geografi og trafik
Bentzin ligger omkring 6 kilometer vest for Jarmen. Bundesstraße B 110 passerer i den sydlige del af kommunen der, syd for Jarmen, har adgang til motorvejen A 20. Floden Peenedanner den nordlige og nordøstlige kommunegrænse, og ved landsbyen Alt Plestlin er der en rasteplads for sejlende turister.
I kommunen ligger landsbyerne og bebyggelserne:
| - Bentzin - Leussin - Alt Plestlin | - Neu Plestlin - Zarrenthin - Zemmin |

## Eksterne kilder og henvisninger
- Wikimedia Commons har flere filer relateret til Bentzin
- Byensside Arkiveret 24. april 2017 hos  Wayback Machine på amtets websted
- Befolkningsstatistik Arkiveret 24. april 2017 hos  Wayback Machine